# Clase Quantum
La Clase Quantum es el nombre de una clase de cruceros de Royal Caribbean International, anteriormente conocida por el nombre clave Proyecto Sunshine. Los barcos de la clase Quantum superan a los anteriores buques de la Clase Freedom, convirtiéndose en los segundos buques de pasaje más grandes de la Royal Caribbean International (los primeros son los de la Clase Oasis).
Los primeros dos buques de esta clase, el Quantum of the Seas y el Anthem of the Seas, fueron entregados en noviembre de 2014 y en la primavera de 2015, respectivamente. El tercer barco, el Ovation of the Seas se entregó a mediados de 2016. En 2019 con el Spectrum of the Seas se estrenó una nueva categoría llamada Quantum Ultra. El último barco de la clase, el Odyssey of the Seas, entró en servicio en 2021.

## Historial
El 11 de febrero de 2011, Royal Caribbean anunció que había ordenado el primer buque de una nueva clase al astillero Meyer Werft de Papenburg, Alemania, y que estaba programado para ser entregado en el otoño de 2014. Originalmente, el proyecto fue nombrado "Proyecto Sunshine". Más tarde, dos unidades de propulsores azimutales X0 de 20,5 megavatios fueron ordenados para este buque.
El 29 de febrero de 2012, la compañía anunció que un segundo barco del "Proyecto Sunshine" se había ordenado y que sería entregado en la primavera de 2015, y poco después ordenó otras dos unidades de propulsión azimutal. El 31 de enero de 2013, Royal Caribbean anunció el nombre oficial de la nueva clase, Clase Quantum, así como los nombres de los dos primeros barcos de la clase, Quantum of the Seas y Anthem of the Seas. Estos nombres se encontraban entre una serie de nombres que Royal Caribbean había presentado para las naves a finales de 2012, como Passion of the Seas, Vantage of the Seas, Ovation of the Seas, o Pulse of the Seas. Estos nombres fueron abandonados en enero de 2014).
Las características principales del Quantum of the Seas se anunciaron el 16 de abril de 2013. El 30 de mayo de 2013 Royal Caribbean anunció que había firmado un contrato con Meyer Werft para un tercer barco de la Clase Quantum que sería entregado a mediados de 2016. El 18 de septiembre se anunció el nombre de dicha nave: Ovation of the Seas. Más tarde, en abril de 2019 se estrenó el Spectrum Of The Seas, el cual inauguraba una nueva clase llamada Quantum Ultra. A finales del 2020 hará su primer viaje inicial el Odyssey Of The Seas y en verano de 2021 se  establecerá Roma como su puerto base.

## Buques
| Barco                | Estatus       | Entrada en servicio   | Tonelaje bruto | Puerto de registro                                                                                              | Imagen        |
| Clase Quantum        | Clase Quantum | Clase Quantum         | Clase Quantum  | Clase Quantum                                                                                                   | Clase Quantum |
| -------------------- | ------------- | --------------------- | -------------- | --- | ------------- |
| Quantum of the Seas  | En servicio   | 31 de octubre de 2014 | 168,666        | Shanghái, China                                                                                                 |               |
| Anthem of the Seas   | En servicio   | 20 de abril de 2015   | 168,666        | Cape Liberty, Bayonne, Nueva Jersey                                                                             |               |
| Ovation of the Seas  | En servicio   | 8 de abril de 2016    | 168,666        | Tianjin, China y Sídney, Australia                                                                              |               |
| Clase Quantum Ultra  |               |                       |                | |               |
| Spectrum of the Seas | En servicio   | 11 de abril de 2019   | 169,379        | Desde Shanghái, China en junio de 2019. Primer barco de la clase Quantum Ultra. Flotó el 25 de febrero de 2019. |               |
| Odyssey of the Seas  | En servicio   | abril de 2021         | 169,379        | EE. UU. |               |

## Incidentes

### Incendio en elAnthem of the Seas

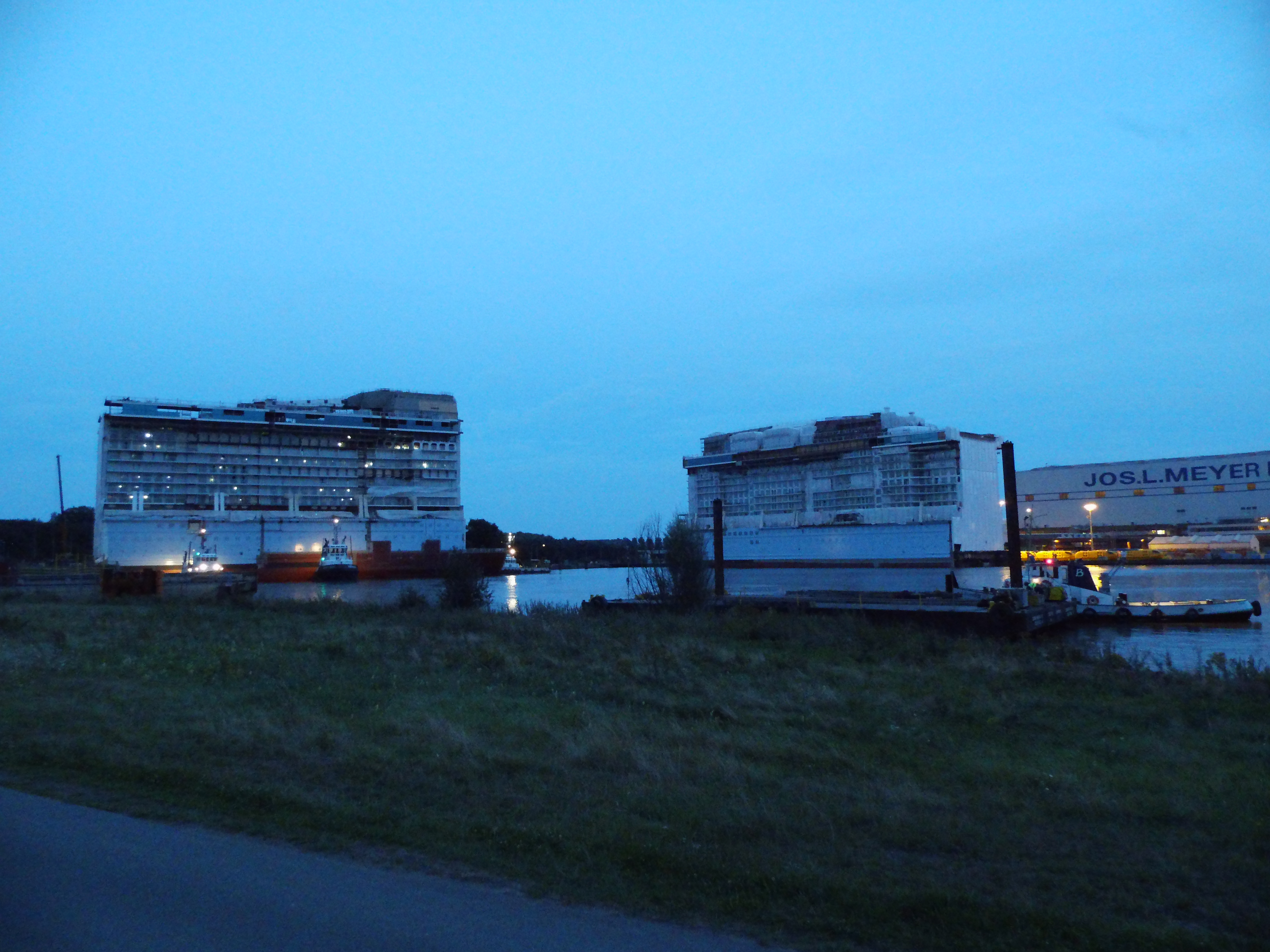
Las dos secciones del Anthem frente al astillero.

El 6 de junio de 2014, durante su construcción, el Anthem of the Seas sufrió un incendio en la cubierta 3. El astillero Meyer Werft fue evacuado inmediatamente y el fuego fue controlado y extinguido por los servicios de bomberos del lugar. Los dos únicos heridos habían sufrido una leve intoxicación por el humo. El incidente implicó cerca de 68.000 dólares en daños. 
Esto no afectó en la entrega del buque.

### Traslado delAnthem of the Seas
El día de la botadura del Quantum of the Seas, las dos secciones construidas del Anthem fueron flotadas y sacadas, ya que estaban delante del Quantum. Más tarde, dichas secciones fueron tornadas nuevamente al interior del astillero.